# Татари (Підляське воєводство)
Татари (пол. Tatary) — село в Польщі, у гміні Тикоцин Білостоцького повіту Підляського воєводства.
Населення — 41 особа (2011).
У 1975-1998 роках село належало до Білостоцького воєводства.

## Демографія
Демографічна структура станом на 31 березня 2011 року:
|          | Загалом | Допрацездатний вік | Працездатний вік | Постпрацездатний вік |
| -------- | ------- | ------------------ | ---------------- | -------------------- |
| Чоловіки | 21      | 5                  | 12               | 4                    |
| Жінки    | 20      | 2                  | 10               | 8                    |
| Разом    | 41      | 7                  | 22               | 12                   |